# Stazione meteorologica di Casale Monferrato
La stazione meteorologica di Casale Monferrato è la stazione meteorologica di riferimento relativa alla località di Casale Monferrato. 

## Coordinate geografiche
La stazione meteorologica, di tipo DCP, si trova nell'Italia nord-occidentale, in Piemonte, in provincia di Alessandria, nel comune di Casale Monferrato, presso l'aeroporto "F. CAPPA",  a 113 metri s.l.m. e alle coordinate geografiche 45°08′N 8°26′E.

## Dati climatologici
In base alla media trentennale di riferimento 1961-1990, la temperatura media del mese più freddo, gennaio, si attesta a +0,4 °C; quella del mese più caldo, luglio, è di +22,7 °C .
| Casale Monferrato  | Mesi | Mesi | Mesi | Mesi | Mesi | Mesi | Mesi | Mesi | Mesi | Mesi | Mesi | Mesi | Stagioni | Stagioni | Stagioni | Stagioni | Anno |
| Casale Monferrato  | Gen  | Feb  | Mar  | Apr  | Mag  | Giu  | Lug  | Ago  | Set  | Ott  | Nov  | Dic  | Inv      | Pri      | Est      | Aut      | Anno |
| ------------------ | ---- | ---- | ---- | ---- | ---- | ---- | ---- | ---- | ---- | ---- | ---- | ---- | -------- | -------- | -------- | -------- | ---- |
| T. max. media (°C) | 4,0  | 6,9  | 12,5 | 16,9 | 22,0 | 26,0 | 28,7 | 27,6 | 23,8 | 17,0 | 10,3 | 4,5  | 5,1      | 17,1     | 27,4     | 17,0     | 16,7 |
| T. min. media (°C) | −3,2 | −2,0 | 2,5  | 6,7  | 10,7 | 14,5 | 16,7 | 15,8 | 12,8 | 7,9  | 3,9  | −1,2 | −2,1     | 6,6      | 15,7     | 8,2      | 7,1  |